# مارك همفري
مارك همفري (بالإنجليزية: Mark Humphrey)‏ هو فنان بريطاني، ولد في 1970 في إنجلترا في المملكة المتحدة.